# Krucifix (Nerad)
Pískovcový pilíř s kovovým krucifixem se od roku 1868 nalézá pod lipami v centru návsi vesnice Nerad, místní části obce Živanice v okrese Pardubice.

## Popis
Krucifix stojí pod lipami na návsi v Neradu v čtyřhranném mřížovém oplocení uchyceném na betonovém základě. V čelní straně oplocení se nalézají dvířka.
Samotný krucifix stojí uprostřed ohrazení na nízkém, nahoře okoseném pískovcovém hranolovém podstavci.
Na podstavci je umístěn pilíř zakončený nahoře římsou. Na čelní straně pilíře je v dolní polovině vyhlouben rámeček se zlaceným nápisem „Přikázání nové dávám vám, abyste se milovali vespolek, jakož miloval jsem vás. Potom poznají všichni, že jste moji učedníci, budete-li míti lásku jedni k druhým. (Jan 13,33-35)“. Nad tímto nápisem je v lomeném oblouku umístěn reliéf poprsí Krista s planoucím srdcem probodeným mečem. Na zadní straně pilíře je nápis „Postaveno Léta Páně 1868“
Z římsy vyčnívá trn s kovovou lucernou.
Na římse je umístěn hranolový podstavec, ve kterém je upevněn kovový krucifix se zlaceným drobným korpusem Krista doplněném svatozáří.
V těsné blízkosti krucifixu se nalézá dřevěná obecní zvonička.

## Galerie

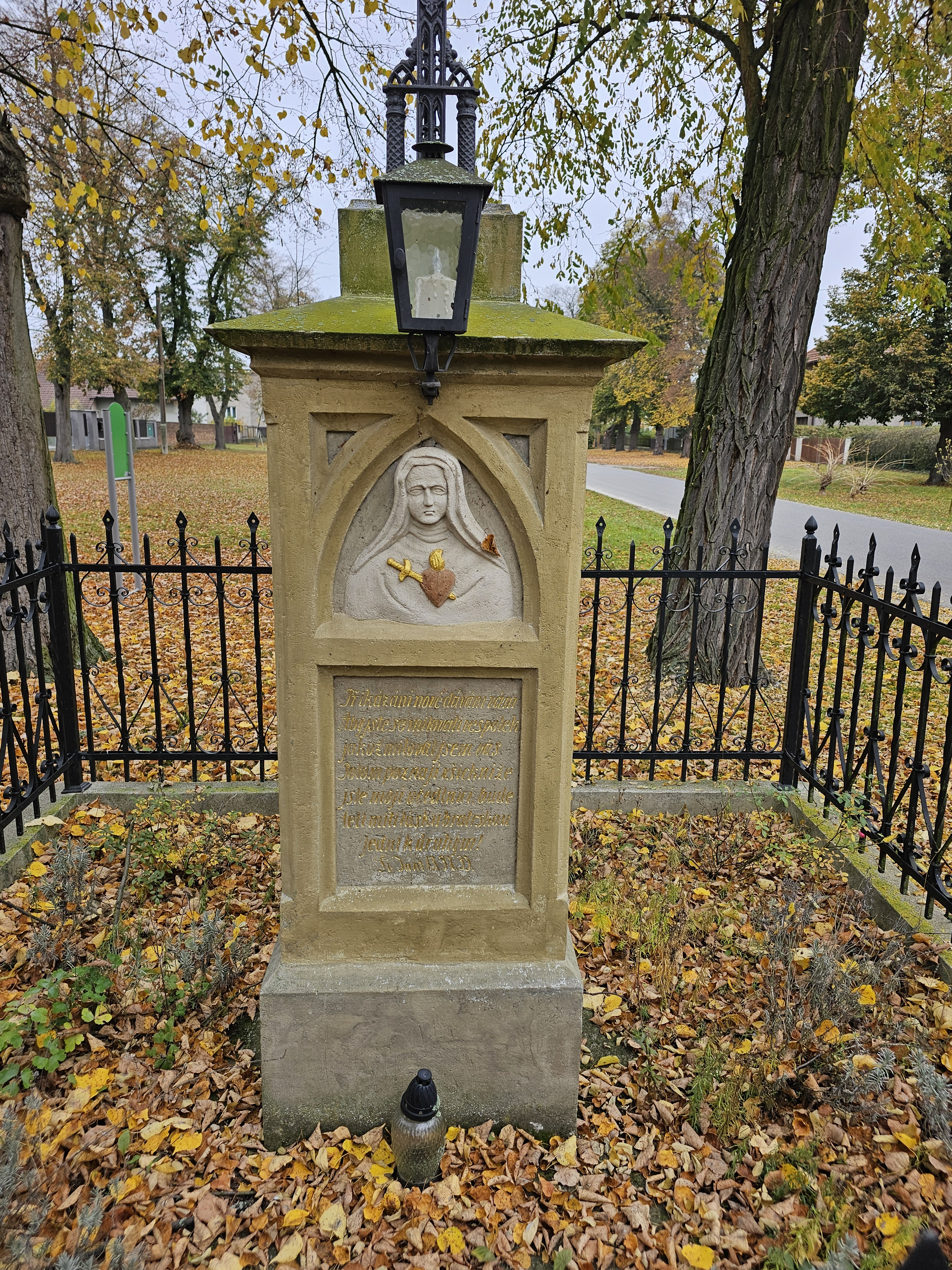
detail čelní strany pilíře
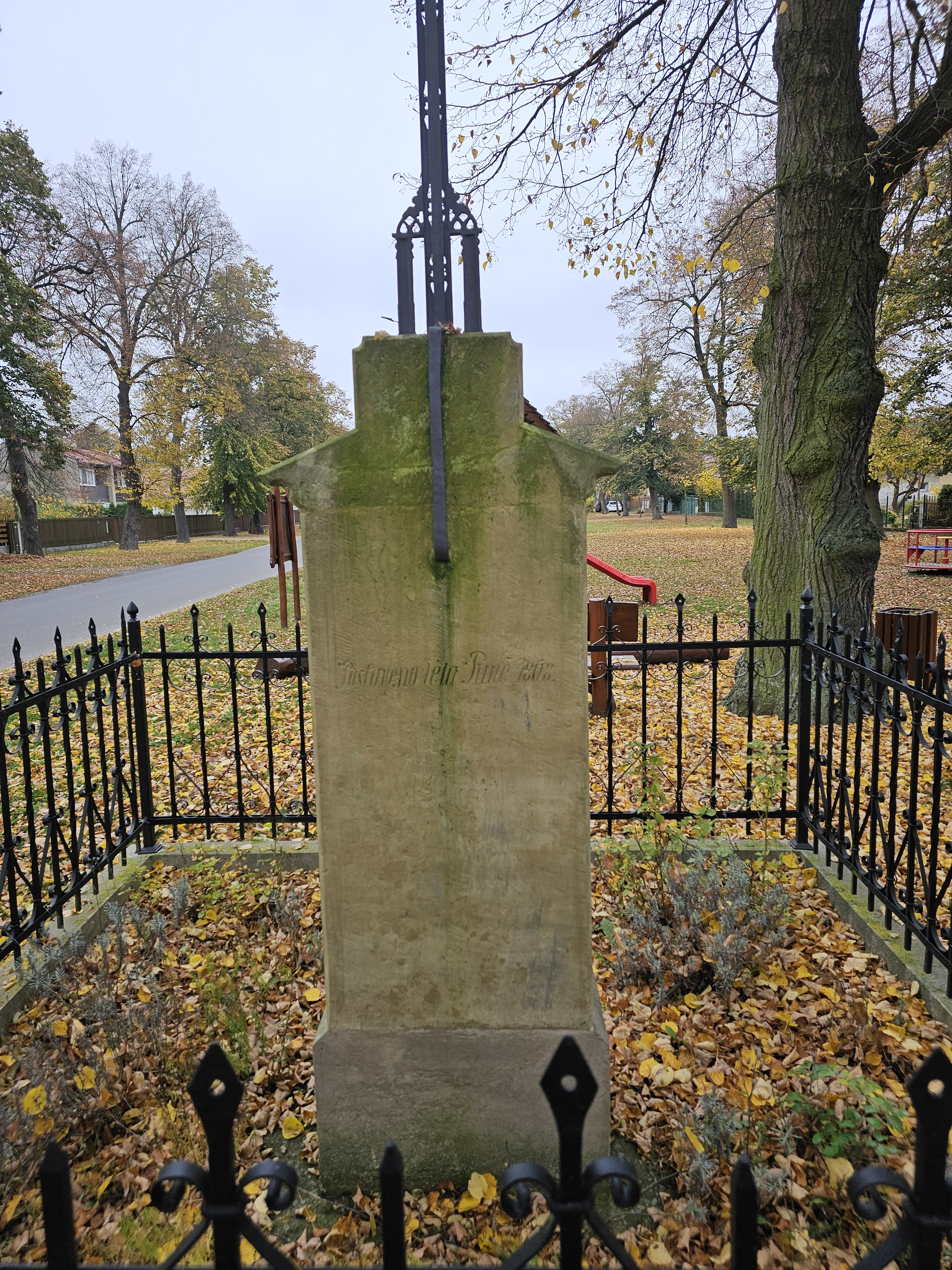
detail datace krucifixu